# Plešivica (Jastrebarsko)
Plešivica je naseljeno mjesto u Republici Hrvatskoj u Zagrebačkoj županiji.

## Zemljopis
Administrativno je u sastavu Jastrebarskog. Naselje se proteže na površini od 3,49 km².

## Stanovništvo
Prema popisu stanovništva iz 2001. godine Plešivica ima 312 stanovnika koji žive u 93 kućanstava. Gustoća naseljenosti iznosi 89,40 st./km².
| broj stanovnika | 125   | 164   | 171   | 195   | 188   | 201   | 211   | 277   | 287   | 346   | 325   | 326   | 316   | 299   | 312   | 292   | 269   |
|                 | 1857. | 1869. | 1880. | 1890. | 1900. | 1910. | 1921. | 1931. | 1948. | 1953. | 1961. | 1971. | 1981. | 1991. | 2001. | 2011. | 2021. |

## Znamenitosti
- Crkva sv. Franje Ksaverskog, zaštićeno kulturno dobro
- Crkva sv. Jurja, zaštićeno kulturno dobro